# Gémerek
A Gémerek (Level Up) egy amerikai vígjátéksorozat, melyet az Alive & Kicking Productions és a Cartoon Network Studios közösen gyárt. Az Amerikai Egyesült Államokban 2012. január 24-én volt a premierje. Magyarországon 2012. június elsején mutatták be.

## Cselekmény
Wyatt, Lyle és Dante kedvenc számítógépes játékukkal, a Világhódítókkal játszanak, amelyben véletlenül megnyitnak egy, a valóságba vezető kaput, amelyen át sok-sok szörny, ember és más lény kerül a valóvilágba, akiket vissza kell juttatniuk a játékba, anélkül, hogy ezt mások észrevennék. A szörnyvadászatban egy iskolatársuk, Angie is segít nekik.

## Szereplők
Lyle Hugginson
Lyle, a 16 éves szívtipró az iskolai focicsapat középhátvédjeként igazi nagymenőnek számít, emellett az iskola népszerű diákjainak az egyik vezéralakja. Egy mintacsalád tökéletes tagja, akin hatalmas a nyomás, mert az apukája a polgármesteri székért küzd. Lyle mindenki előtt titkolja, hogy szenvedélyes fantasyjáték-rajongó.
Dante Ontero
Dante, a 15 éves lázadó mindig csak a bajt keresi. Magabiztos és nem ismer félelmet, ezért otromba tréfái miatt gyakran kihúzza a gyufát másoknál. Nem meglepő hát, hogy sokszor keveredik verekedésbe. Alapvetően nem rossz gyerek ő, de még keresi a helyét a világban. Édesanyja egyedülálló anyaként neveli, és próbálja megmutatni neki, mi a helyes.
Angie Prietto
Az édes, okos, de hihetetlenül türelmetlen 15 éves fruska túlságosan is vehemens, és mindenbe beleüti az orrát. Minden vágya, hogy csapattag legyen, és egyáltalán nem szereti az elutasítást.
Wyatt Black
Wyatt, a 15 éves lelkes idealista srác igazi pixelpióca, aki minden tantárgyból kitűnően teljesít. Egyedüli szórakozást az online fantasy-szerepjátékok világa jelent számára. A valóságban csodabogárnak tartják, de a játékban erős és harcos karakter. Az életvidám, okostojás kisöccse még csak 10 éves, de máris sokkal nagyobb népszerűségnek örvend, mint ő.
Maldark
A Maldark: A világok hódítója videójáték rettenthetetlen főgonosza maga Maldark. Könyörtelen és nárcisztikus mágus, akinek új világok felkutatása, elfoglalása és elpusztítása az egyetlen küldetése. Maldark karakterét Max Ross a saját képére formálta.
Max Ross
A Maldark: A világok hódítója megalkotója. Kicsit őrült, de magát zseninek vallja. Van egy Laserbot nevű robotja
Barbara
Dante anyja, aki egyedülállóként neveli fiát. Utálja a rendetlenséget Dante szobájában.

## Epizódok
| Évad | Évad  | Részek száma | Részek száma | Eredeti sugárzás   | Eredeti sugárzás     | Magyar sugárzás  | Magyar sugárzás    |
| Évad | Évad  | Részek száma | Részek száma | Évadbemutató       | Évadzáró             | Évadbemutató     | Évadzáró           |
| ---- | ----- | ------------ | ------------ | ------------------ | -------------------- | ---------------- | ------------------ |
|      | Pilot | Pilot        | Pilot        | 2011. november 23. | 2011. november 23.   | 2012. április 7. | 2012. április 7.   |
|      | 1.    | 22           | 22           | 2012. január 24.   | 2012. szeptember 18. | 2012. június 1.  | 2013. december 15. |
|      | 2.    | 13           | 13           | 2012. október 23.  | 2013. február 19.    | 2014?            |                    |

### Film
| # | Eredeti cím | Magyar cím | Író                              | Eredeti bemutató   | Magyar bemutató  | Eredeti nézettség (millió fő) |
| - | ----------- | ---------- | -------------------------------- | ------------------ | ---------------- | ----------------------------- |
| 0 | Level Up    | Gémerek    | Derek Guiley, David Schneiderman | 2011. november 23. | 2012. április 7. | 2,549                         |

### 1. évad
| #  | Eredeti cím                           | Magyar cím              | Író                                              | Eredeti bemutató     | Magyar bemutató    | Eredeti nézettség (millió fő) |
| -- | ------------------------------------- | ----------------------- | ------------------------------------------------ | -------------------- | ------------------ | ----------------------------- |
| 1  | Barbarian                             | A barbár barát          | Derek Guiley, David Schneiderman                 | 2012. január 24.     | 2012. június 8.    | 2,085                         |
| 2  | A Heart-Worming Tale                  | A féregjárat            | Matt Burnett, Ben Levin                          | 2012. január 31.     | 2012. június 14.   | 1,769                         |
| 3  | Wyatt Presents: Avatar in 3D          | És eljő a Fekete Halál  | Matt Burnett, Ben Levin                          | 2012. február 7.     | 2012. június 13.   | 1,675                         |
| 4  | Bicyclops                             | A szemüveg              | Natalie Antoci, Gretchen Enders                  | 2012. február 14.    | 2012. június 18.   | 1,751                         |
| 5  | Leroy                                 | Leroy                   | Matt Goldman                                     | 2012. február 20.    | 2012. június 12.   | 1,402                         |
| 6  | Hampire Weeknight                     | Vikingek                | Derek Guiley, David Schneiderman                 | 2012. február 21.    | 2013. november 24. | 1,699                         |
| 7  | Sole Provider                         | A csodacsuka            | Peter Murrieta                                   | 2012. február 28.    | 2012. június 11.   | 1,533                         |
| 8  | Max Squared                           | Max a négyzeten         | Matt Burnett, Ben Levin                          | 2012. március 13.    | 2012. június 4.    | 1,510                         |
| 9  | Blast-a-ton 2.0                       | Fegyverőrület           | Matt Burnett, Ben Levin                          | 2012. április 3.     | 2012. június 19.   | 1,408                         |
| 10 | Charm Bracelet                        | A bájkarkötő            | Julie Whitesell                                  | 2012. április 10.    | 2012. június 7.    | 1,184                         |
| 11 | You Don't Know Jack                   | Jack a mesehős          | Peter Murrieta                                   | 2012. április 17.    | 2012. június 15.   | 1,273                         |
| 12 | Headquarters                          | A főhadiszállás         | Matt Goldman                                     | 2012. április 24.    | 2012. június 5.    | 1,460                         |
| 13 | Acid Spittin' Mini Dragon             | A kicsi sárkány         | Matt Goldman                                     | 2012. június 5.      | 2013. november 23. | 1,893                         |
| 14 | Leveling Up                           | Lépj szintet!           | Peter Murrieta                                   | 2012. június 12.     | 2012. június 1.    | 1,544                         |
| 15 | The Conspiracy Club                   | Kontrol Klub            | Derek Guiley, David Schneiderman                 | 2012. június 26.     | 2013. november 17. | 1,742                         |
| 16 | Wanted                                | Figyelem                | Derek Guiley, David Schneiderman                 | 2012. július 3.      | 2012. június 5.    | 1,222                         |
| 17 | The Dark Marts                        | A Kínok Karmárja        | Julie Whitesell                                  | 2012. július 31.     | 2013. december 1.  | 1,175                         |
| 18 | The Swirling Giver                    | Kavegó givőr            | Julie Whitesell                                  | 2012. augusztus 14.  | 2013. november 30. | 1,312                         |
| 19 | Invizio's Revenge                     | Invázió veszély         | Matt Burnett, Ben Levin                          | 2012. augusztus 21.  | 2013. december 7.  | 1,185                         |
| 20 | Heckfire Tiger                        | Rím Tigris              | Richard Goodman                                  | 2012. szeptember 4.  | 2013. december 8.  | 1,252                         |
| 21 | Wyatt Crosses Over                    | Wyatt utolsó játéka     | Natalie Antoci, Gretchen Enders                  | 2012. szeptember 11. | 2013. december 14. | 1,106                         |
| 22 | So You Think You Can Go to the Dance? | El Jössz velem a bálba? | Peter Murrieta, David Schneiderman, Derek Guiley | 2012. szeptember 18. | 2013. december 15. | 1,056                         |

### 2. évad
| #  | Eredeti cím                             | Magyar cím | Író                              | Eredeti bemutató   | Magyar bemutató |
| -- | --------------------------------------- | ---------- | -------------------------------- | ------------------ | --------------- |
| 23 | Little HQ of Horrors                    | TBA        | Derek Guiley, David Schneiderman | 2012. október 23.  | TBA             |
| 24 | Lice Guys Bathe Last                    | TBA        | Matt Goldman                     | 2012. október 30.  | TBA             |
| 25 | Should She Stay or Should She Go        | TBA        | Matt Goldman                     | 2012. november 6.  | TBA             |
| 26 | Intelligence Potion #9                  | TBA        | Julie Whitesell                  | 2012. november 13. | TBA             |
| 27 | A Wizza's Best Friend                   | TBA        | Matt Goldman                     | 2012. november 20. | TBA             |
| 28 | A Leak Among Us                         | TBA        | Derek Guiley, David Schneiderman | 2012. november 27. | TBA             |
| 29 | Thomas Jeffer, Son of Fankenstein       | TBA        | TBA                              | 2012. december 4.  | TBA             |
| 30 | Max vs. Hideo                           | TBA        | Matt Burnett, Ben Levin          | 2013. január 22.   | TBA             |
| 31 | Alls Lies That Ends Lies                | TBA        | TBA                              | 2013. január 29.   | TBA             |
| 32 | A Little Help Please                    | TBA        | Julie Whitesell                  | 2013. február 5.   | TBA             |
| 33 | Dante and Angie's Mascor Skating Video  | TBA        | TBA                              | 2013. február 12.  | TBA             |
| 34 | The 4 Harolds! What? Oh. The 4 Heralds! | TBA        | Matt Goldman                     | 2013. február 19.  | TBA             |
| 35 | War Hammer Time                         | TBA        | Gretchen Enders                  | 2013. február 19.  | TBA             |

## Fordítás
Ez a szócikk részben vagy egészben  a   Level Up (TV series) című angol Wikipédia-szócikk ezen változatának fordításán alapul.  Az eredeti cikk szerkesztőit annak laptörténete sorolja fel. Ez a jelzés csupán a megfogalmazás eredetét és a szerzői jogokat jelzi, nem szolgál a cikkben szereplő információk forrásmegjelöléseként.